# Johannes Scheyring (Theologe)
Johann(es) Scheyring (Ziering) (* 1454 in Wemding; † 1516 in Halberstadt) war Rektor der Universität Leipzig und später Domherr zu Magdeburg und Halberstadt.

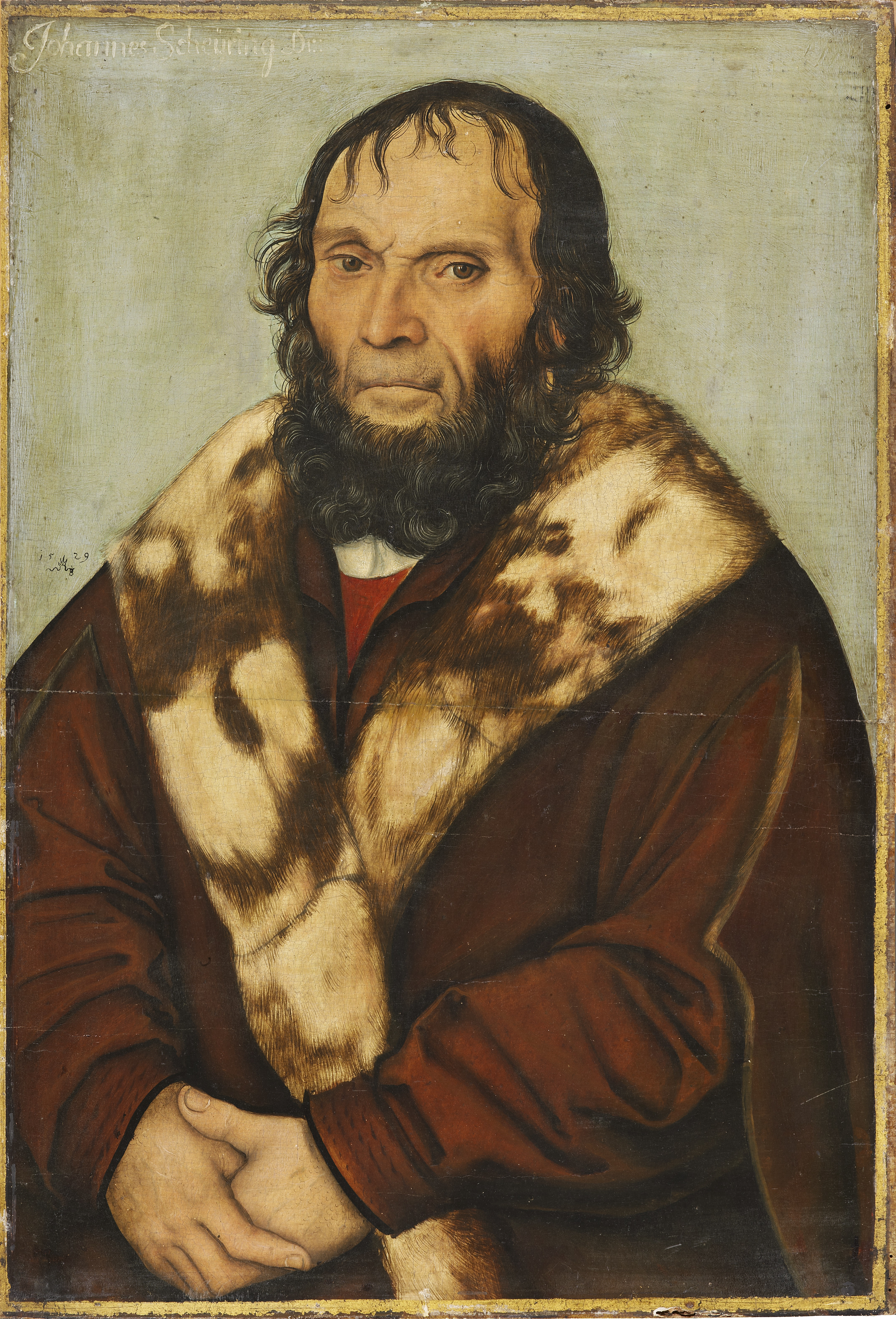
Porträt von Lucas Cranach 1529

Ein 1529 von Lucas Cranach dem Älteren geschaffenes Porträt, das sich in den Königlichen Museen der Schönen Künste in Brüssel befindet und gemäß einer späteren Aufschrift Scheyring darstellt, war von 1964 bis 1992 auf dem Geldschein über 1000 Deutsche Mark abgebildet. Über die Identität des Abgebildeten herrschen jedoch Zweifel, es könnte sich auch um Scheyrings Zeitgenossen, den Astronom und Mathematiker Johannes Schöner (1477–1547), handeln.
Da Johannes Scheyring keine Nachkommen hatte, begründete er 1516 durch sein Testament die Zieringsche Familienstiftung. Diese vergab bis nach dem Ersten Weltkrieg an Nachkommen des Bruders Emeran Ziering (1464–1547) Stipendien für junge Männer sowie Aussteuerhilfen für junge Frauen.
Der Rat der Stadt Magdeburg versuchte die Stiftung im Jahre 1955 aus politischen Gründen aufzulösen; jedoch stellte Ende 2007 die Stiftungsaufsicht des Landes Sachsen-Anhalt fest, dass der Vorgang der Auflösung nach damals geltendem Recht unwirksam war und die Stiftung folglich weiterhin bestand.
Durch eine erneute Eintragung in das Stiftungsverzeichnis des Landes Sachsen-Anhalt am 22. Dezember 2010 wurde die Ziering’sche Familienstiftung als Familienstiftung des bürgerlichen Rechts reaktiviert.
Das einzige überlebende Kind von Emeran Ziering war Johannes Scheyring (Ziering) (1505–1555), der Neffe von Johannes Scheyring (1454–1516).
Nachkommen aus der Familie von Johannes Scheyring waren unter anderem die Ehefrau von Otto von Guericke, Johann Friedrich Böttger, Gustav Nachtigal und Wilhelm Krelle.